# Asa N.º 77 da RAAF
A Asa N.º 77 foi uma formação da Real Força Aérea Australiana (RAAF) durante a Segunda Guerra Mundial. Fez parte do Grupo Operacional N.º 10 (mais tarde Primeira Força Aérea Táctica Australiana) quando foi formada em Novembro de 1943, sendo composta por três esquadrões equipados com bombardeiros de mergulho Vultee Vengeance. A Asa N.º 77 começou a realizar operações no início de 1944, voando a partir de Nadzab, Papua-Nova Guiné. Contudo, pouco tempo depois as unidades que operavam os Vengeance foram retiradas da linha da frente e foram substituídas por esquadrões que operavam aviões Douglas Boston, Bristol Beaufighter e Bristol Beaufort. A asa combateu durante os ataques a Noemfoor, Tarakan e no norte de Bornéu, altura pela qual era uma formação que operava exclusivamente aviões Beaufort, composta pelos esquadrões 22, 30 e 31. Em Junho de 1945 a asa planeava participar na Batalha de Balikpapan, contudo a falta de condições no solo fez com que as unidades que operavam os Beaufort fossem retiradas para Morotai, ficando neste local até ao final da guerra e, posteriormente, regressando à Austrália onde foram dissolvidas juntamente com o quartel-general da asa, em 1946.

## História

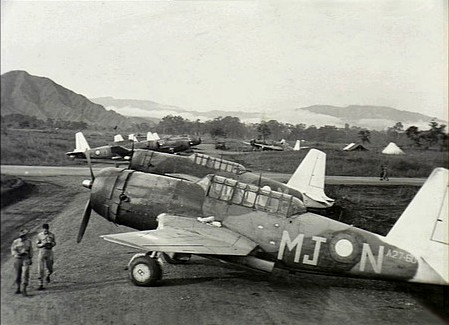
Bombardeiros de mergulho Vengeance do Esquadrão N.º 21 em Nadzab, Papua-Nova Guiné, em Fevereiro de 1944

A Asa N.º 77 formava parte da componente de ataque do Grupo Operacional N.º 10, tendo sido estabelecida no dia 13 de Novembro de 1943. O grupo deveria actuar como uma força móvel de ataque capaz de prestar apoio às tropas terrestres aliadas e às unidades navais aliadas à medida que estas avançassem contra os japoneses no teatro de guerra do Sudoeste do Pacífico; este grupo era completamente distinto das áreas de comando da RAAF, cuja identidade estática limitava-as a desempenhar apenas a função de defesa aérea. Liderada pelo Comandante de asa E. G. Fyfe, a Asa N.º 77 consistia em três esquadrões equipados com bombardeiros de mergulho Vultee Vengeance, juntamente com várias unidades auxiliares. Os Vengeance, que haviam sido adquiridos pela Austrália a pouco tempo, equiparam os esquadrões 21, 23 e 24. Estes eram protegidos e escoltados nas suas missões pela componente de caça do grupo, a Asa N.º 78, que operava caças Curtiss Kittyhawk.
Com quartel-general em Nadzab, na Papua-Nova Guiné, a Asa N.º 77 tornou-se totalmente operacional no dia 18 de Fevereiro de 1944, depois da chegada dos esquadrões 21 e 23 de Lowood, Queensland. Contudo o Esquadrão N.º 24, que estava já presente no teatro de operações, foi capaz de realizar o primeiro ataque em 17 de Janeiro ao bombardear alvos ao longo do tergo Shaggy, em apoio à 7ª Divisão Australiana. Ao longo de Fevereiro os bombardeiros Vengeance, escoltados pelos Kittyhawk da Asa N.º 78, concentraram os seus ataques na 20ª Divisão Japonesa que batia em retirada, atacando ao mesmo tempo aeródromos inimigos na província de Madang. Em Março, foi tomada a decisão de retirar os bombardeiros de mergulho das operações por ser obsoleto relativamente ao restante equipamento mais moderno. Assim, três esquadrões da RAAF—o Esquadrão N.º 22 e o Esquadrão N.º 30, equipados com aviões Douglas Boston e Bristol Beaufighter respectivamente, e uma pequena formação do Grupo Operacional N.º 9 também equipado com aviões Bristol Beaufort—foram destacados para substituir os três esquadrões da Asa N.º 77.

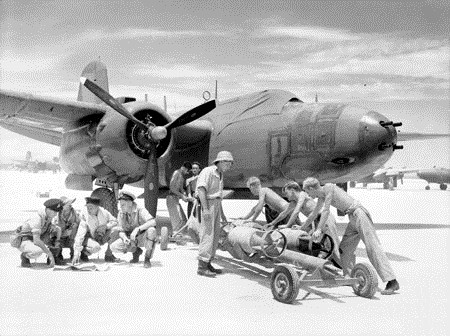
Aviões Boston do Esquadrão N.º 22 a serem preparados para uma missão em Noemfoor, em Outubro de 1944

Equipado com os novos esquadrões e aeronaves, a Asa N.º 77 participou na Batalha de Noemfoor, que teve início em Junho de 1944. O quartel-general da asa foi transferido para Noemfoor em Julho, seguido pelos esquadrões 22 e 30 no mês seguinte. Esta era a composição da Asa N.º 77 no dia 25 de Outubro de 1944, quando o Grupo Operacional N.º 10 viu o seu nome a ser alterado para Primeira Força Aérea Táctica Australiana, ostensivamente para realçar "o tamanho impressionante e a capacidade anfíbia da formação". Nesse mês, as aeronaves da asa conseguiram abater 24 embarcações inimigas enquanto apoiavam as forças aliadas durante a Batalha de Leyte. Em Novembro, a asa avançou em direcção à ilha de Morotai, onde atacou aeródromos, embarcações e infraestruturas japonesas em Celebes. No final do ano, o Comandante de asa Charles Read assumiu o comando da Asa N.º 77, e a formação foi reforçada com a chegada do Esquadrão N.º 31 equipado com aviões Beaufighter, que anteriormente estava colocado em Darwin, no Território do Norte, subordinado ao Comando da Área Noroeste. O Esquadrão N.º 22 foi retirado de Noemfoor em Dezembro para ser re-equipado com aviões Beaufighter; quando regressou à Asa N.º 77, a formação tornou-se composta na sua totalidade por aviões Beaufighter.
Durante a primeira semana de Janeiro de 1945, as aeronaves da Asa N.º 77 realizaram 142 missões contra alvos em Halmaera, Celebes, e em Morotai. Em Maio, os Beaufighter providenciaram cobertura aérea durante a Operação Oboe One, a Batalha de Tarakan. Nos dias que antecederam a Operação Oboe Six, a Batalha do Norte do Bornéu, a Asa N.º 77 realizou ataques cirurgicos contra alvos inimigos em Labuan, por vezes a apenas 100 metros de militares aliados que realizavam operações de demolição para quebrar os obstáculos na praia, para abrir caminho para o desembarque. Read liderou pessoalmente o Esquadrão N.º 31 durante uma batalha no dia 10 de Junho de 1945. No dia 28 de Junho, tornou-se no primeiro piloto da RAAF a aterrar no aeródromo de Tarakan. No mês seguinte, a Asa N.º 77 planeava participar na ofensiva final dos aliados na Campanha de Bornéu, a Batalha de Balikpapan. Contudo, o aeródromo de Tarakan revelou ser inadequado para que os Beaufighter pudessem operar a partir dele, fazendo com que fossem retirados para Morotai, onde ficaram até ao final da Guerra do Pacífico. Em Dezembro de 1945, o quartel-general da Asa N.º 77 foi transferido para Deniliquin, Nova Gales do Sul, e posteriormente também foram transferidos os esquadrões 22 e 30, que em Agosto de 1946 acabaram por ser dissolvidos. Em Julho de 1946 o Esquadrão N.º 31 foi transferido de Morotai para Williamtown, onde também foi dissolvido. Em Novembro, o quartel-general da asa acabou por ser igualmente dissolvido.